# Ilhas Virgens Britânicas nos Jogos Olímpicos de Verão da Juventude de 2010
As Ilhas Virgens Britânicas participaram nos Jogos Olímpicos de Verão da Juventude de 2010 em Singapura. Sua delegação foi composta de apenas três atletas, todos do atletismo.

## Atletismo
| Evento                       | Atleta            | Qualificação | Qualificação | Final     | Final        |
| Evento                       | Atleta            | Resultado    | Posição      | Resultado | Posição      |
| ---------------------------- | ----------------- | ------------ | ------------ | --------- | ------------ |
| 100 m feminino               | Darnetia Robinson | 12.04        | 8º (3º q1)   | 12.06     | 7º (Final A) |
| 200 m masculino              | J'Maal Alexander  | 22.97        | 18º (3º q2)  | 22.73     | 3º (Final C) |
| 400 m com barreiras feminino | Tarikah Warner    | 1:07.99      | 14º (7º q2)  | 1:07.25   | 7º (Final B) |